# Minh Thần Tông
Minh Thần Tông (chữ Hán: 明神宗, bính âm: Ming Shenzong, 4 tháng 9, 1563 – 18 tháng 8 năm 1620) hay Vạn Lịch Đế (萬曆帝), là vị hoàng đế thứ 14 của nhà Minh trong lịch sử Trung Quốc. Ông trị vì trong 48 năm, lâu dài nhất trong các vị Hoàng đế nhà Minh và triều đại của ông cũng chứng kiến sự suy tàn dần dần của nhà Minh.
Thuở nhỏ khi mới lên ngôi, ông được Hiếu Định thái hậu và Thái sư Trương Cư Chính nhiếp chính, tuy nhiên trong thời gian này ông luôn lo sợ bị mẹ phế bỏ để đưa người em trai lên thay mỗi khi phạm lỗi. Sau cái chết của Trương Cư Chính, Vạn Lịch Đế bắt đầu tự mình chấp chính, sức mạnh của đế quốc vẫn tiếp tục phát triển, thời kỳ này gọi là Vạn Lịch trung hưng (萬曆中興). Nhưng sau 18 năm ông bắt đầu chán nản và lao vào cuộc sống trụy lạc xa hoa, hoang dâm vô độ trong 20 năm cuối đời, thậm chí từ chối lên triều để điều hành công việc của đất nước, sử sách gọi là Vạn Lịch đãi chính (萬曆怠政).
Lối sống này giống như của ông nội ông, Minh Thế Tông Gia Tĩnh hoàng đế, người đã từ bỏ trách nhiệm với đất nước để đi luyện đan dược trường sinh. Chính lối sống đó đã hủy hoại hệ thống cai trị của nhà Minh và đặt gánh nặng lên quốc khố và đời sống kinh tế của người dân, khi các cuộc nổi loạn của nông dân bắt đầu diễn ra và dẫn đến sự suy vong của nhà Minh.

## Tiểu sử

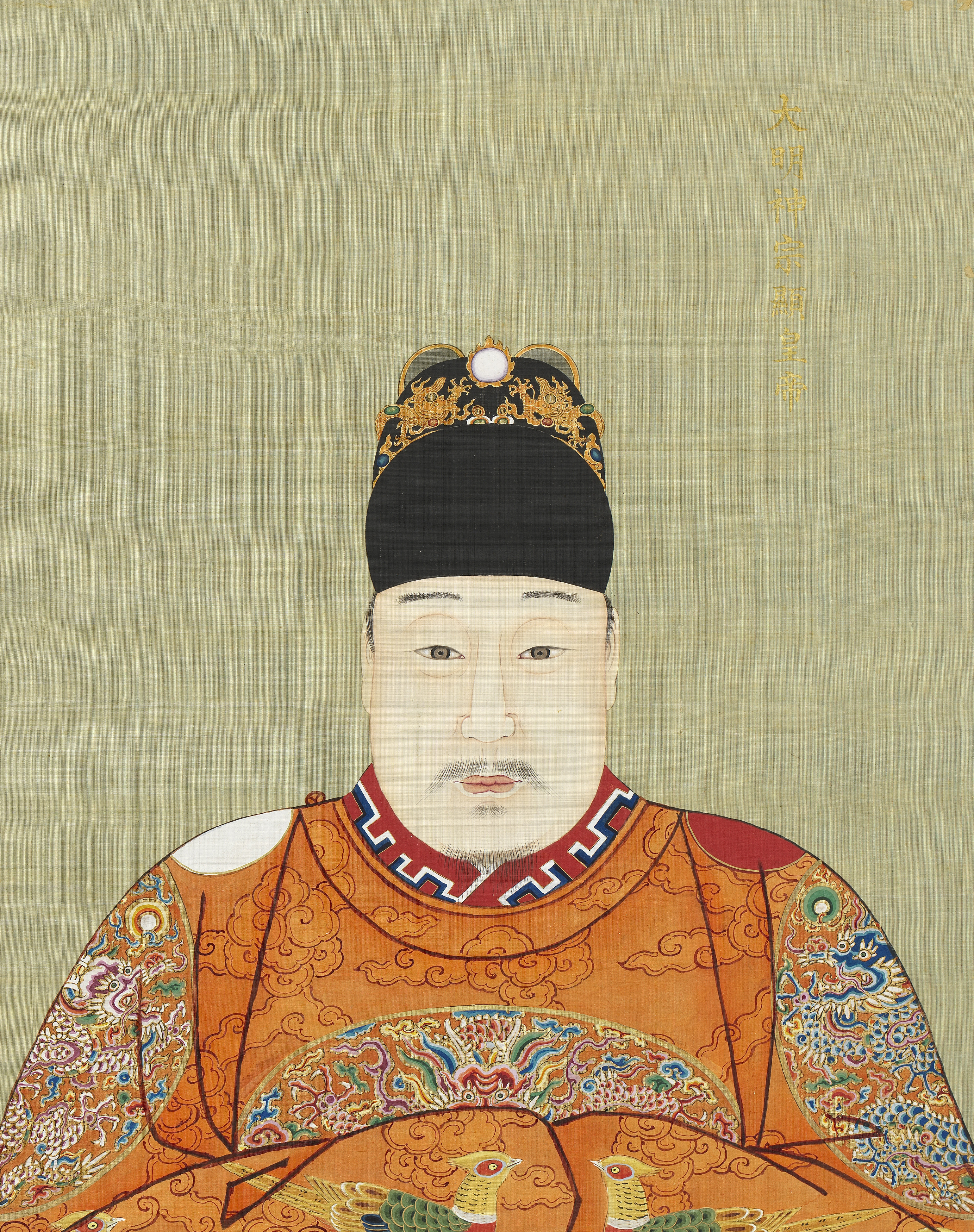
Minh Thần Tông Vạn Lịch hoàng đế Chu Dực Quân

Thần Tông hoàng đế tên thật là Chu Dực Quân (朱翊鈞), sinh vào ngày 4 tháng 9, năm 1563 tại Tử Cấm Thành. Ông là con trai thứ ba của Minh Mục Tông Chu Tái Hậu, mẹ ông là Hiếu Định hoàng hậu Lý thị, người Thông Châu, vào hầu Mục Tông khi còn là Dụ vương với thân phận thị nữ của Hiếu An hoàng hậu.
Năm 1568, 2 năm sau khi Minh Mục Tông lên ngôi, Chu Dực Quân được phong làm Hoàng thái tử.
Năm 1572, ngày 5 tháng 7, Minh Mục Tông chết. Thái tử Chu Dực Quân mới chưa đầy 10 tuổi được lên ngôi Hoàng đế, lấy niên hiệu là Vạn Lịch (萬曆), Hoàng thái hậu Lý thị dạy bảo và phụ chính.
Thủ phụ nội các Cao Củng thấy vậy đã than rằng: "Hoàng đế mười tuổi trị thiên hạ thế nào đây". Cao Củng nói vậy là vì quá lo lắng cho xã tắc triều Minh và sợ một công việc khó khăn sẽ đè nặng hết lên đầu của một vị thái tử còn nhỏ như Chu Dực Quân chứ không có ý gì khác. Nhưng thái giám Phùng Bảo đã đem chuyện này nói lại với thái hậu Lý thị và tân hoàng đế Vạn Lịch, gièm pha thành:"Tại sao lại đưa một thằng nhóc 10 tuổi lên trị vì thiên hạ ?", khiến cho mẹ con Vạn Lịch nghĩ rằng Cao Củng muốn chống đối bọn họ. Cao Củng vốn là một trung thần hết lòng phò tá hoàng đế, ông ta cũng ghét những hoạn quan chuyên quyền mà lúc này Phùng Bảo lại đang nằm giữ nhiều quyền lực. Cao Củng từng nhiều lần đả kích Phùng Bảo, năm lần bảy lượt sắp xếp cho thân tín dâng sớ vạch tội Phùng Bảo, bản thân ông ta cũng dâng sớ yêu cầu thu lại đại quyền của Phùng Bảo, trả về cho Nội các. Nhưng Phùng Bảo sớm đã liên kết với Trương Cư Chính vốn là đối thủ chính trị với Cao Củng và lúc đó đang là thứ phụ, đứng thứ hai trong Nội các. Hai người một trong một ngoài lại có thêm sự ủng hộ của mẹ con Vạn Lịch đã nhanh chóng hạ bệ được Cao Củng. Vài ngày sau đó, Phùng Bảo truyền đạt dụ chỉ của Vạn Lịch, khép cho Cao Củng tội "chuyên quyền, có ý chiếm đoạt ngôi vua". Cao Củng đã bị tước sạch chức vị, đuổi khỏi kinh thành, bị quản thúc nghiêm ngặt tại quê nhà.
Sau khi Cao Củng đi rồi, Vạn Lịch cũng chẳng được yên thân khi Trương Cư Chính được bổ nhiệm làm Nội các thủ phụ, được Lý thái hậu tin tưởng giao cho quản lý triều chính và dạy dỗ Vạn Lịch. Trương Cư Chính là người thầy rất nghiêm khắc khiến Vạn Lịch phải nể sợ, xưng hô rất lễ phép với ông ta và tạm thời kiềm chế tật xấu của mình.
Khi Vạn Lịch phạm lỗi, Phùng Bảo sẽ đem đi mách với Lý thái hậu, còn Trương Cư Chính sẽ nhân danh Thái hậu bắt Hoàng đế phải quỳ mấy canh giờ trước bài vị tổ tông Đại Minh. Bản thân Trương Cư Chính không cho người khác ăn hối lộ, nhưng chính ông ta lại làm việc đó. Khi phụ thân Trương Cư Chính mất, ông ta ngồi kiệu 32 người khiêng về quê, trên đường lại ăn uống xa xỉ tiêu tốn cả ngàn lượng bạc. Khi Trương Cư Chính sửa sang lại phủ đệ, Vạn Lịch còn ít tuổi nên tưởng Trương Cư Chính là quan thanh liêm đã đem tặng cho 1000 lượng bạc, nhưng sau đó Hoàng đế được biết phủ đệ của Trương Các lão (cách gọi người đứng đầu nội các) tiêu tốn mấy vạn lượng bạc. Vị hoàng đế nhỏ tuổi cảm thấy mình bị lừa dối khi những hành động của Trương Cư Chính hoàn toàn khác những gì ông ta đã dạy mình. Điều này đã khiến Vạn Lịch nảy sinh ác cảm với Trương Cư Chính.
Tuy nhiên Trương Cư Chính vẫn được Hiếu Định Lý Thái hậu tín nhiệm, có vây cánh vững chắc trong triều. Với tài năng chính trị của mình Trương Cư Chính đã tiến hành cải cách khiến triều Minh trở nên hưng thịnh, mở ra thời kỳ Vạn Lịch trung hưng (萬曆中興).
Thực tế trong thời gian này, người đứng đầu đất nước thật sự là Trương Cư Chính, chứ không phải tiểu hoàng đế Vạn Lịch.

## Vạn Lịch trung hưng
Từ năm 1572 đến năm 1582 là thời kì hưng thịnh của triều đại Vạn Lịch. Kho lương tích trữ đủ dùng trong hơn 10 năm, quốc khố có hơn 400 vạn lượng vàng. Năm 1573, Thái sư Trương Cư Chính một mặt giảm bớt quan lại vô dụng, mặt khác bắt đầu kiểm soát chi phí hoàng thất, bởi vậy đã mang lại nhiều hiệu quả nhất định.
Năm 1577, Trương Cư Chính đề xuất tiến hành đo đạc đất đai trong cả nước, tăng cường sản xuất. Tới năm 1581, Trương Cư Chính hoàn tất việc đo đạc đất đai, tổng số đất đo đạc là 900 vạn khoảnh, nhiều hơn 800 vạn khoảnh thời Minh Hiếu Tông Hoằng Trị. Đồng thời Trương Cư Chính còn trọng dụng hiền tài như Thích Kế Quang, Lý Thành Lương và Vương Sùng Cổ và tìm nhiều chính sách để vỗ về với nhà Bắc Nguyên ở Mông Cổ. Vạn Lịch khen Trương Cư Chính biết dùng người thỏa đáng.
Thời gian 10 năm đầu thời Vạn Lịch, nhà Minh được chứng kiến sự phát triển về quân sự và thịnh vượng về kinh tế trong hơn cả trăm năm từ thời Vĩnh Lạc của Minh Thành Tổ và thời Nhân Tuyên chi trị của Minh Nhân Tông và Minh Tuyên Tông.
Năm 1582, Trương Cư Chính lâm bệnh mà qua đời, quyền lực được trả về cho hoàng đế. Vạn Lịch ban đầu tỏ ra đau xót, cho để tang nhiều ngày trong triều và tổ chức nghi lễ chôn cất rất long trọng. Nhưng mọi việc lại hoàn toàn thay đổi ngay sau đó. Hàng loạt quan lại đối thủ của Trương Cư Chính và Phùng Bảo đã lũ lượt dâng thư tố cáo công kích bọn họ. Phùng Bảo trước đây được xem là tai mắt của Lý thái hậu, nhiều lần bẩm báo với thái hậu về những tật xấu của Vạn Lịch khiến ông thường xuyên chịu phạt. Vạn Lịch vốn không ưa Phùng Bảo và có ác cảm với Trương Cư Chính nên khi xem các tấu sớ xong thì vô cùng tức giận, trước hết tống cổ Phùng Bảo ra khỏi triều đình, cho người kiểm tra tài sản của ông ta thì phát hiện số lượng lên đến 100 vạn kim ngân, châu báu nhiều vô kể. Vua còn điều tra thấy Trương Cư Chính tham ô nhiều tiền của và đất đai. Vạn Lịch đã cho truy đoạt hết chức tước của Trương Cư Chính, tịch thu toàn bộ tài sản, bỏ chết đói người nhà của thầy mình. Ông còn từng bước xóa bỏ hết những cải cách của Trương Cư Chính, tiếp đến là xóa bỏ những ràng buộc đối với hoàng đế và cơ cấu chính trị.

## Vạn Lịch chấp chính

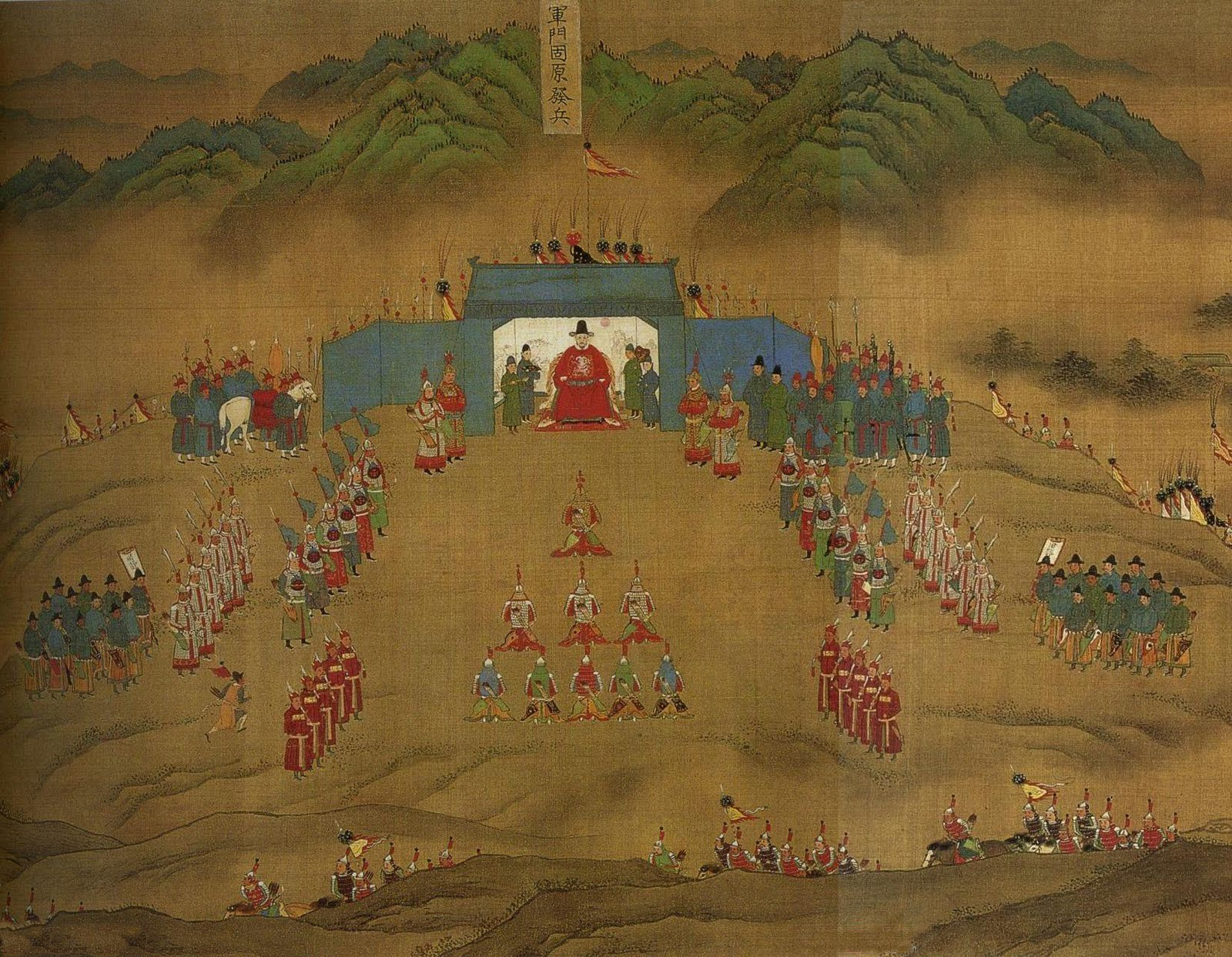
Bức tranh về một đơn vị quân đội nhà Minh trong thời Vạn Lịch

Sau khi Trương Cư Chính mất rồi, Vạn Lịch quyết định nắm trọn quyền hành điều khiển đất nước, trong thời gian đầu tự mình chấp chính, Vạn Lịch chứng tỏ được mình là một hoàng đế có thẩm quyền và siêng năng. Nhìn chung, thời gian này (1582 - 1600) đất nước vẫn phát triển về kinh tế và hùng mạnh về quân sự nhờ việc thừa hưởng những thành quả của cuộc cải cách của Trương Cư Chính. Khác với thời gian 20 năm cuối đời, lúc này Vạn Lịch vẫn tham dự các buổi thiết triều sáng và lắng nghe, thảo luận các vấn đề của đất nước.
Trong thời gian 18 năm tự mình chấp chính, Vạn Lịch hoàng đế đã thực hiện 3 chiến dịch quân sự lớn một cách thành công:
1. Phòng thủ trước sự tấn công của Mông Cổ: Ở biên giới phía bắc, một cuộc phản loạn nổ ra và thủ lĩnh phản quân đã kết minh với quân Mông Cổ, đề nghị làm nội ứng cho quân Mông Cổ và yêu cầu quân Mông Cổ tấn công nhà Minh. Vạn Lịch cử Lý Thành Lương và các con đi dẹp, đánh lùi được quân Mông Cổ và diệt được phản loạn.
2. Chiến tranh Nhật Bản-Triều Tiên (1592-1598) (hay Chiến tranh Nhâm Thìn): Toyotomi Hideyoshi sau khi thống nhất Nhật Bản, bắt đầu có ý tưởng bành trướng ra ngoài nên quyết định xâm lược Trung Quốc. Ông cho 20 vạn quân tiến tới Triều Tiên và gửi thư tỏ ý muốn mượn đường đánh nhà Minh, tuy nhiên yêu cầu bị bác bỏ, Hideyoshi quyết định tấn công Triều Tiên để làm bàn đạp tiến vào lục địa. Cuộc chiến mở đầu bất lợi cho Triều Tiên, vì Triều Tiên đã lâu không quan tâm tới việc quân sự trong khi Nhật Bản vừa mới thống nhất và có thể sử dụng các chiến binh dũng mãnh nhất châu Á thời bấy giờ. Vua nhà Triều Tiên gửi thư cầu cứu nhà Minh và được Vạn Lịch đáp trả với việc gửi quân tới Triều Tiên. Vạn Lịch cho thực hiện 3 nước đi chiến lược: đầu tiên, nhà vua gửi 3000 quân tiếp viện Triều Tiên; thứ 2, nếu người Triều Tiên tiến vào lãnh thổ nhà Minh, nhà vua sẽ cho họ chỗ trú ẩn; cuối cùng, nhà vua hạ lệnh cho khu vực Liêu Đông chuẩn bị phòng thủ cho các cuộc đổ bộ của quân Nhật. Hai trận đánh đầu tiên của quân Minh là những thất bại khi Lý Như Tùng bị áp đảo khi phải đối phó với 20 vạn quân Nhật. Vạn Lịch sau đó cho gửi 8 vạn quân tiếp viện, lần này đã thành công hơn khi đánh lui quân Nhật. Việc này buộc Hideyoshi phải rút quân và ký hòa ước có lợi cho nhà Minh. Năm 1596, quân Nhật một lần nữa xâm lược Triều Tiên. Tuy nhiên Hideyoshi chết cùng năm làm cho tướng lĩnh Nhật Bản mất ý chí chiến đấu. Cùng với các chiến thắng của đô đốc hải quân Triều Tiên Lý Thuấn Thần và sự sa lầy của lực lượng bộ binh ở lục địa, quân Nhật đồng ý ký hòa ước và rút quân. Cuộc chiến này tuy xác định vị trí bá chủ của nhà Minh ở khu vực Đông Á, nhưng nó đã tiêu hao một phần những thành quả kinh tế đạt được trước đó trong triều Vạn Lịch.
3. Cuộc nổi loạn của Dương Ứng Long: Lúc cuộc nổi loạn diễn ra, Vạn Lịch đang tập trung vào chiến tranh ở Triều Tiên nên chỉ cho 3000 quân đi dẹp, tuy nhiên đội quân này đã bị tiêu diệt và tướng cầm quân cũng bị giết. Sau khi kết thúc chiến tranh Triều Tiên, Vạn Lịch chuyển sự tập trung vào cuộc nổi loạn và cho một đội quân đông hơn đi dẹp. Lần này thì Dương Ứng Long thua trận và bị bắt về kinh đô.

Sau khi dẹp được Dương Ứng Long, Vạn Lịch bỏ hẳn việc nghe triều sáng và lui về hậu cung, việc này kéo dài đến hết thời trị vì của Vạn Lịch.

## Vạn Lịch đãi chính
Thời gian 20 năm cuối đời, Vạn Lịch Đế triệt để xa lánh vai trò của mình trong triều đình, hay trên thực tế là bãi công. Hoàng đế luôn viện cớ "long thể bất an" để từ chối các buổi triều kiến, không xử lý tấu chương thậm chí không gặp thần tử. Do vậy các đại thần rất khó để được gặp mặt ông, nên họ đua nhau dâng sớ khuyên can. Nhìn thấy tấu sớ dâng lên ngày một nhiều, Vạn Lịch vô cùng bực bội, từ đó công khai luôn việc bê trễ triều chính của mình. Ông cũng không thèm quan tâm đến việc bổ nhiệm nhân sự, việc này dẫn đến các chức vụ cao cấp của triều đình bị thiếu khuyết nghiêm trọng, ảnh hưởng đến trị lý đất nước. Tuy nhiên, Hoàng đế lại đặt sự tập trung vào việc kiến tạo lăng mộ cho bản thân, một lăng mộ nguy nga hùng tráng mà mất thập kỉ mới hoàn thành.
Năm 1614, sinh mẫu của Vạn Lịch Đế là Hiếu Định thái hậu Lý thị qua đời, không còn ai ngăn cản, Vạn Lịch Đế thả sức ăn chơi. Ông cho khôi phục những chức quan mà Trương Cư Chính đã bãi miễn trước đây. Vạn Lịch Đế tiếp tục cho trọng dụng hoạn quan để ăn chơi trác táng, tự vạch ra chế độ sinh hoạt cho riêng mình để thể hiện uy lực của thiên triều, ai mà can gián đều bị khép tội phải chết. Vạn Lịch mỗi đêm thường uống rượu say khướt đến khuya rồi đánh đập các cung nữ. Hoàng đế còn học hút thuốc lá, chơi hoa và chim.
Vì suốt ngày chỉ lo ăn chơi xa xỉ và háo sắc nên sức khỏe của Vạn Lịch Đế ngày một suy nhược, lại chi tiêu hoang phí, quốc khố ngày càng cạn kiệt. Để có tiền Vạn Lịch đã cho đặt thêm một loại thuế là "Khoáng thuế", gây ra nhiều tệ hại cho dân gian đương thời. Mỗi khi có khởi nghĩa nông dân nổ ra, Vạn Lịch Đế thường cho những lực lượng rất lớn đi đánh dẹp những cuộc khởi nghĩa nhỏ. Như vậy hoàng đế đã tự tiêu hao nhân lực và tiền bạc của mình.
Có vài lý do để giải thích cho việc Vạn Lịch cố tình lãng quên trách nhiệm của mình khi làm Hoàng đế. Một trong số đó là việc bị tấn công về mặt đạo đức dựa trên tư tưởng Nho gia chính thống của quan lại. Một việc nữa là việc tranh chấp quyền thừa kế ngai vàng. Hoàng đế có sủng phi là Hoàng quý phi Trịnh thị, sinh ra được hoàng tử thứ 3 là Chu Thường Tuân (朱常洵). Vạn Lịch Đế rất muốn lập người con này làm Hoàng thái tử, nhưng bị sự phản đối kịch liệt của quan lại, những người mang tư tưởng Nho gia và lấy cớ tổ tông đặt ra quy củ lập trưởng không lập thứ.
Cuộc tranh chấp giữa hoàng đế và quan lại kéo dài 15 năm, cuối cùng vào năm 1601 Vạn Lịch đầu hàng, chấp nhận lập con trưởng Chu Thường Lạc (Minh Quang Tông sau này) làm Hoàng thái tử. Việc Vạn Lịch chán ghét con trưởng nên đối xử hà khắc với con, thậm chí ngay cả cháu nội mình là Chu Do Hiệu (Minh Hy Tông sau này). Vì thế khi lớn lên Chu Do Hiệu cũng không được quan tâm việc học hành, điều này đã ảnh hưởng trực tiếp tới năng lực cai trị của Minh Hy Tông về sau.
Tuy không lập được con thứ làm Hoàng thái tử, nhưng sự sủng ái của Vạn Lịch Đế với Chu Thường Tuân không giảm bớt, ông phong cho con làm Phúc vương, đất phong ở Lạc Dương, Hà Nam. Chu Thường Tuân giống như cha mình, suốt ngày chỉ biết ăn chơi và vơ vét của cải nhân dân, đương thời nói rằng nhà Phúc vương còn giàu hơn cả quốc khố Đại Minh. Vì chỉ biết hưởng thụ nên người Phúc vương béo mập, di chuyển khó khăn. Tương truyền lúc Lý Tự Thành nổi dậy, Phúc vương vì quá to béo nên không chạy trốn nổi, bị quân khởi nghĩa bắt được, quân khởi nghĩa liền đem ông ta giết đi rồi lấy mỡ làm dầu đốt đèn, dùng mãi không hết.

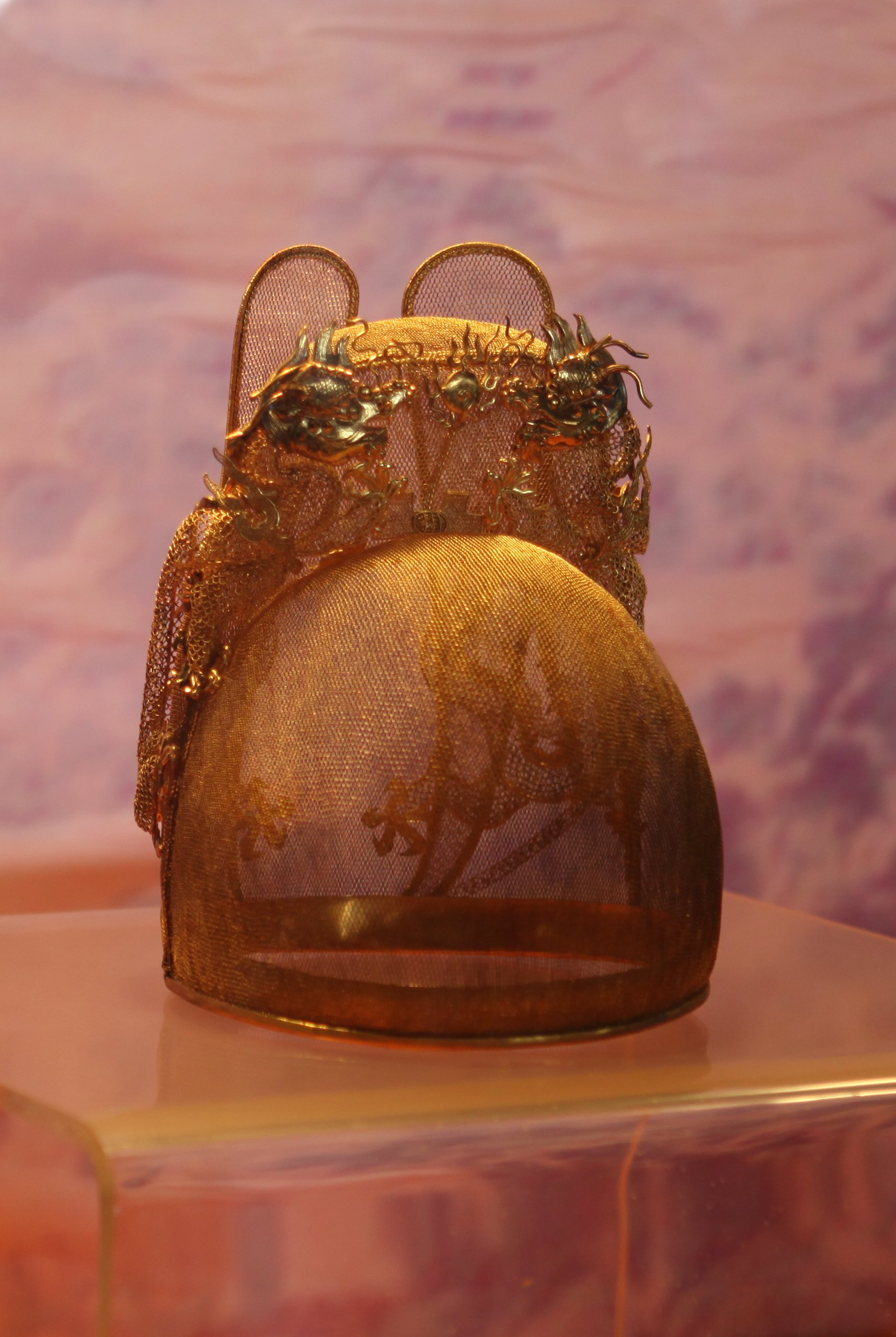
Vương miện (mô phỏng) của Minh Thần Tông

. Dưới thời gian cai trị của mình, Vạn Lịch đế đã chứng kiến các nhà truyền đạo Thiên Chúa giáo đầu tiên ở Bắc Kinh, Matteo Ricci. Ông đã mời Ricci về Bắc Kinh ở, Ricci ở đó tới năm 1610 thì mất.
Chính vào lúc này ở đông bắc nhà Minh đã xuất hiện điều mà sau này gọi là sự trỗi dậy của người Mãn Châu. Năm 1616, nhà Hậu Kim tiêu diệt nhà Bắc Nguyên và sai sứ sang nhà Minh, lúc đó Nỗ Nhĩ Cáp Xích phát hiện nhà Minh đã suy yếu nên kế hoạch tiêu diệt nhà Minh sắp được thực hiện. Nỗ Nhĩ Cáp Xích sau đó tuyên bố "Thất đại hận", trực tiếp cử quân tấn công nhà Minh. Vào lúc này, sau 20 năm triều đình không hoạt động, quân đội nhà Minh đã mất đi sự hùng mạnh và tính kỷ luật, trong khi đó, quân Nữ Chân tuy ít hơn nhưng lại là các chiến binh dũng mãnh và khát máu. Trong trận Sa Nhĩ Hử năm 1619, quân Minh điều 20 vạn quân cùng với quân của các nước chư hầu để chống lại quân xâm lược Nữ Chân chỉ có 6 vạn. Nỗ Nhĩ Cáp Xích đích thân chỉ huy 6 kỳ cùng 45,000 quân ở chính giữa, còn Đại Thiện và Hoàng Thái Cực mỗi người chỉ huy 1 kỳ và 7,500 quân ở 2 cánh. Sau 5 ngày giao chiến, quân Minh thua to, tử thương hơn 10 vạn người, 7 phần 10 lương thảo bị quân Hậu Kim cướp được. Sau trận đánh này, trong ngoài, từ nhà Minh đến các nước như Triều Tiên, Mông Cổ không ai không biết đến đại danh của Nỗ Nhĩ Cáp Xích. Nhà Minh thì như bị giáng một đòn mạnh, đã chẳng thể phục hồi sau thảm họa này.
Thời Vạn Lịch Đế trị vì, đã xuất hiện mầm móng liên quan tới chủ nghĩa tư bản, kinh tế thị trường bắt đầu đổi mới, khoa học kĩ thuật bắt đầu phát triển nhanh hơn. Chính những nhà tư sản mới nổi này vì muốn giành được địa vị cao hơn trong xã hội nên đã cấu kết với hệ thống quan liêu để nắm vững những đặc quyền về kinh tế, từ đó thâu tóm được quyền lực thực tế. Giao dịch này có thể hiểu là thương nhân được ngầm chấp nhận buôn lậu những mặt hàng cấm như muối, ngựa hay thậm chí là vũ khí, đổi lại những nguồn thuế phải nộp lên triều đình bây giờ trực tiếp chảy vào túi quan lại. Liên minh quan - thương này còn ra tay chiếm đoạt ruộng đất của nông dân, khiến hàng triệu người mất nhà cửa, phải vào cảnh bán vợ bán con và lưu lạc tứ phương. Những việc này xảy ra rất trầm trọng ở những nơi như Thiểm Tây, Giang Nam. Việc này đã khiến nhà Minh vốn chỉ sống bằng thuế nông nghiệp đã nghèo nay lại càng nghèo hơn. Tuy nhiên chủ nghĩa tư bản mới chớm nở ở nhà Minh đã nhanh chóng bị dập tắt bởi vó ngựa Mãn Thanh. Khi quân Thanh vào quan, vì để dễ dàng cai trị lãnh thổ Trung Hoa nên nhà Thanh chấp nhận sử dụng lại các quan viên cũ nhà Minh cũng như sự hủ bại của họ, trên cơ bản nhà Thanh là vương triều chấp nhận quan lại tham nhũng chỉ miễn rằng không tạo phản. Nhưng nhà Thanh cũng nhận thức được sự nguy hiểm của mối liên minh quan - thương nên quyết định tàn sát và cướp bóc những người thuộc giai cấp tư sản mới nổi này vì họ không có địa vị và quyền lực cao trong xã hội. Những quan viên cũ của nhà Minh thấy vậy sợ hãi nên cũng giảm sự nhũng nhiễu, tăng cường làm việc để không phải bị tội. Nhờ vậy mà những năm đầu nhà Thanh duy trì được sự ổn định và có tiền tài để tiếp tục chinh chiến, thống nhất Trung Hoa.
Cuối đời ông, triều đình nhà Minh phải chứng kiến một vụ tai tiếng nữa. Năm 1615, một người đàn ông tên Trương Sái, chỉ có một cây côn gỗ trong tay thế mà đánh đuổi được thái giám canh gác cửa cung, sau đó xông vào Từ Khánh cung, rồi đến Đông cung của Thái tử, chấn động cả hoàng cung. Trương bị bắt vào thiên lao  để điều tra. Những lời khai ban đầu cho rằng Trương là kẻ điên, tuy nhiên sau đó Trương đã thú nhận mình được thuê bởi 2 thái giám phục vụ Trịnh Quý phi. Hai thái giám đã hứa sẽ thưởng cho Trương nếu thành công tấn công Thái tử, tuy nhiên việc lỡ ra nên liên lụy đến Trịnh thị. Được xem những bằng chứng buộc tội và vì tính nghiêm trọng của vụ án, Vạn Lịch vì muốn bảo toàn Trịnh thị nên đã tự mình xét án. Hoàng đế đổ hết trách nhiệm cho 2 thái giám, sau đó lôi họ ra chém cùng với Trương Sái. Tuy nhanh chóng được bưng bít, vụ án vẫn lọt ra ngoài để dân chúng bàn tán và trở thành một trong tam đại án cuối thời nhà Minh. Dưới ảnh hưởng của vụ án này  mà Vạn Lịch buộc phải chấp nhận cho con yêu là Phúc vương Chu Thường Tuân dọn khỏi kinh thành đến đất phong tại Lạc Dương. Điều này có ý nghĩa chính trị rất lớn khi đối thủ nguy hiểm nhất với Thái tử Chu Thường Lạc đã bị đá khỏi kinh thành, Vạn Lịch và Trịnh thị hoàn toàn không còn hi vọng gì về việc đem Chu Thường Tuân lên làm Thái tử.

## Qua đời
Năm 1620, 9 tháng 4, Hiếu Đoan Hiển hoàng hậu Vương Hỉ Thư qua đời vì bạo bệnh. Vạn Lịch Đế vì thế mà sinh phiền muộn, cử hành tang lễ long trọng cho Hoàng hậu. Đến ngày 18 tháng 8, Vạn Lịch Đế cũng chết ở tuổi 58, tại ngôi 48 năm.
Thái tử Chu Thường Lạc lên kế vị ngai vàng, tức Minh Quang Tông Thái Xương hoàng đế. Các con trai của Vạn Lịch Đế, ngoài những người chết non và Minh Quang Tông, những người còn sót lại đều bị quân Lý Tự Thành và quân Thanh giết cùng với người nhà khi Mãn Thanh nhập quan. Dòng dõi Phúc vương có Chu Do Tung chạy ra ngoài, lên ngôi hoàng đế, mở đầu nhà Nam Minh song cuối cùng lại đầu hàng quân Thanh và bị giết chết.
Vạn Lịch Đế được tôn miếu hiệu là Thần Tông (神宗), thụy hiệu là Phạm Thiên Hợp Đạo Triết Túc Đôn Giản Quang Văn Chương Vũ An Nhân Chí Hiếu Hiển hoàng đế (範天合道哲肅敦簡光文章武安仁止孝顯皇帝), gọi tắt là Thần Tông Hiển hoàng đế (神宗顯皇帝). Ông được an táng ở Định Lăng (定陵) trong Thập Tam Lăng.
Ngôi mộ của ông là một trong những ngôi mộ lớn nhất Thập Tam Lăng và là một trong hai ngôi mộ duy nhất mở cửa cho công chúng bên cạnh mộ của Minh Thành Tổ. Ngôi mộ được khai quật vào năm 1956, và vẫn là ngôi mộ duy nhất được khai quật kể từ khi thành lập Cộng hòa Nhân dân Trung Hoa vào năm 1949. Năm 1966, trong cuộc Đại Cách mạng Văn hóa vô sản, Hồng vệ binh đã xông vào Lăng mộ Định lăng kéo lê phần thi thể còn lại của hoàng đế Vạn Lịch và hai hoàng hậu ra ngoài, sau đó họ tiến hành đấu tố và đốt đi rồi vất ra chỗ khác. Hàng ngàn cổ vật khác trong lăng mộ cũng bị phá hủy.

## Nhận xét
Nhiều sử gia Trung Quốc cho rằng triều đại Vạn Lịch là một trong những nguyên nhân đáng kể dẫn đến sự diệt vong của nhà Minh. Ông không thực hiện trách nhiệm của hoàng đế điều khiển triều đình, thay vào đó là giao đại quyền vào tay hoạn quan, những kẻ tự xây dựng thế lực riêng của mình. Những quan lại bất mãn với hoàng đế trung thành với Chu Hi và chống lại Vương Dương Minh đã thành lập đảng Đông Lâm, một tổ chức chính trị tin vào sự cương trực của các cá nhân và cố gây ảnh hưởng trong triều dựa trên những nguyên tắc khắt khe của đạo Khổng Mạnh. Tuy nhiên chính sự hủ bại và bảo thủ, tham công sợ việc, hay che mắt hoàng đế để tư lợi riêng, báo cáo láo quân công của đảng Đông Lâm là một trong những nguyên nhân trực tiếp dẫn đến việc nhà Minh bị lật đổ.
Thời Vạn Lịch còn phải đối mặt với các gánh nặng tài chính và áp lực quân sự, nhất là vào những năm cuối khi nhà Hậu Kim của người Mãn Châu bắt đầu trỗi dậy và cướp phá dọc vùng biên giới phía bắc nhà Minh. Nhà Hậu Kim về sau mạnh lên trở thành nhà Thanh và thay nhà Minh cai trị Trung Hoa từ năm 1644. Người ta cho rằng nhà Minh diệt vong không phải chỉ là lỗi của hoàng đế Sùng Trinh mà còn là do sự bỏ bê trách nhiệm khi làm hoàng đế của Vạn Lịch.
Năm 1997, Bộ Công an Trung Quốc đã xuất bản một cuốn sách về lịch sử lạm dụng ma túy. Cuốn sách đã tuyên bố rằng hài cốt của Vạn Lịch đã được kiểm tra vào năm 1958 và được tìm thấy có chứa dư lượng morphine ở mức độ cho thấy rằng ông ta là một người nghiện thuốc phiện nặng và thường xuyên sử dụng chất kích thích này.
Tuy nhiên, theo một cách nhìn tích cực hơn, việc hoàng đế Vạn Lịch đóng góp vào việc bảo vệ Triều Tiên trước quân Nhật đã giúp người dân ở 2 miền đất nước này yêu quý ông. Vào thời nay, người Hàn Quốc vẫn thể hiện sự tôn trọng của mình với Vạn Lịch. Vạn Lịch đã yêu cầu bảo vệ triều đình nhà Joseon khỏi cuộc xâm lược của Nhật Bản vào năm 1592. Vạn Lịch đã gửi khoảng 43.000 binh sĩ với 100.000 bao gạo cho người dân Triều Tiên. Trong cuộc xâm lược của Nhật Bản từ năm 1592 đến 1598, ông cũng đã gửi hơn 100.000 binh sĩ và ông đã chi số tiền khổng lồ cho chiến tranh, vượt quá 5 năm thu thuế. Nhiều nhà sử học cho rằng cuộc chiến này đã phá hủy hoàn toàn nền kinh tế nhà Minh và gây ra sự sụp đổ nhanh chóng của triều đại này chỉ hơn 20 năm sau khi Vạn Lịch qua đời.
Trên nhiều phương diện, hoàng đế Vạn Lịch vẫn giống với một số các hoàng đế khác trong lịch sử Trung Quốc, ban đầu rất thành công nhưng về cuối đời thì triều đại suy thoái, cuối cùng thì bị lật đổ, tiêu biểu là: Hán Vũ đế nhà Hán, Đường Cao Tông và Đường Huyền Tông nhà Đường, Tống Nhân Tông nhà Tống, Thanh Cao Tông Càn Long nhà Thanh, Minh Hiếu Tông và Minh Hiến Tông nhà Minh và ông nội ông: Minh Thế Tông.

## Gia quyến
- Thân phụ: Minh Mục Tông Chu Tái Hậu.
- Đích mẫu: Hiếu An Hoàng hậu Trần thị (孝安皇后陈氏, 1536 - 1596), người Thông Châu, cha là Cẩm y vệ Cố An bá Trần Cảnh Hành (固安伯陳景行). Bà trở thành Kế phi của Mục Tông sau khi Hiếu Ý Trang hoàng hậu qua đời. Dưới thời Vạn Lịch Đế, bà do là dích mẫu Hoàng hậu nên được tôn làm Nhân Thánh hoàng thái hậu (仁圣皇太后), ngự ở Từ Khánh cung. Không có con, bà rất được Vạn Lịch Đế cung phụng, tôn như mẹ ruột.
- Thân mẫu: Hiếu Định Hoàng hậu Lý thị (孝定皇后李氏, 1540 - 1614), người Thông Châu, xuất thân bình dân, là thị nữ hồi môn của Hiếu An hoàng hậu khi bà trở thành Kế phi của Mục Tông từ khi còn là Dụ vương. Sau khi Mục Tông đăng cơ, bà trở thành Quý phi. Vạn Lịch Đế lên ngôi tấn tôn thành Từ Thánh hoàng thái hậu (慈圣皇太后), ngự ở Từ Ninh cung. Thái hậu giáo huấn Vạn Lịch Đế rất nghiêm, mỗi khi Hoàng đế sai phạm đều bắt quỳ rất lâu. Có lúc bà có ý định phế truất Vạn Lịch. Khi Hoàng đế cai trị còn nhỏ tuổi, bà quyết định tham chính.
- Hậu phi:

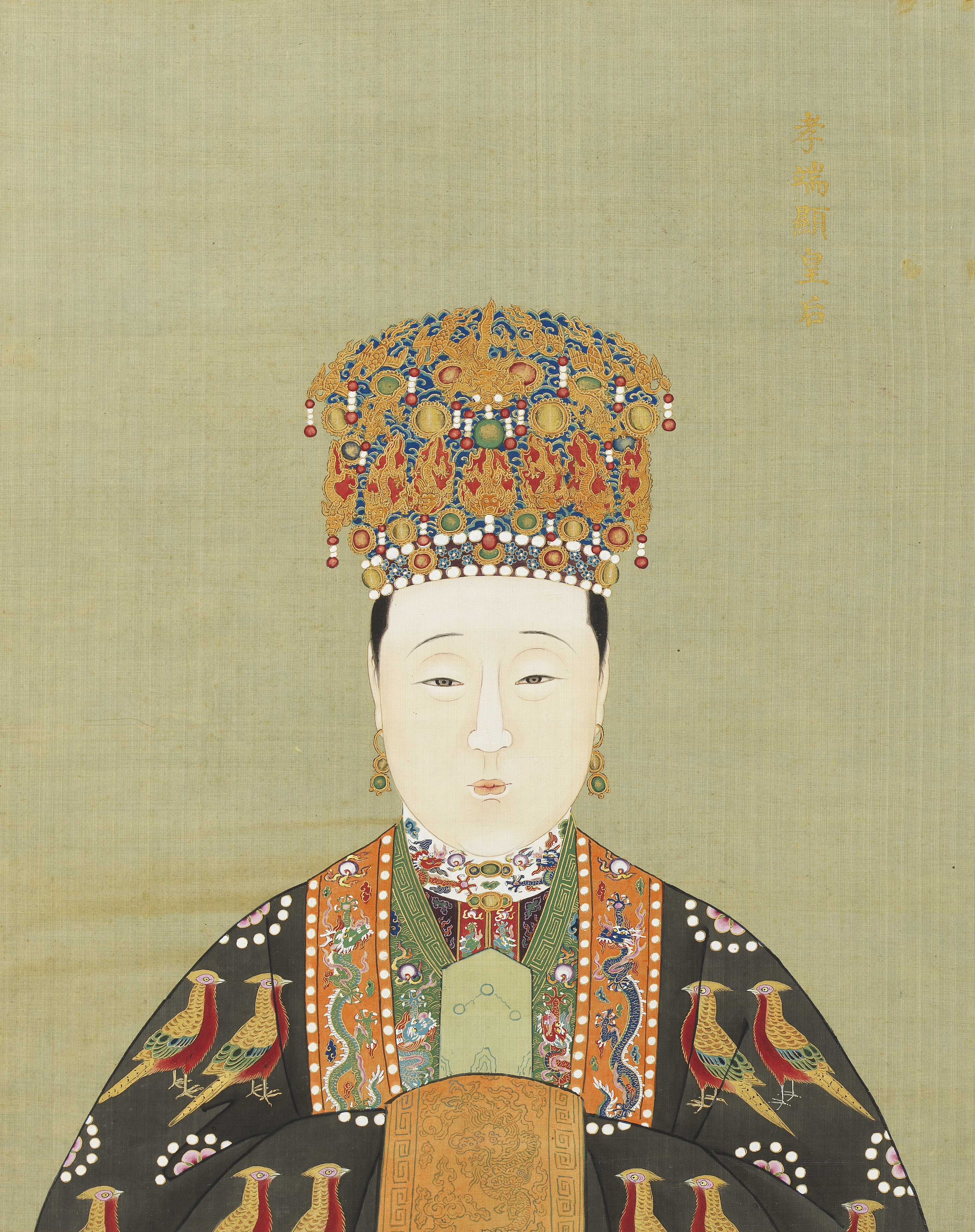
Hiếu Đoan Hiển Hoàng hậu Vương thị

1. Hiếu Đoan Hiển Hoàng hậu Vương thị (孝端顯皇后王氏, 1564 - 1620), tên Hỉ Thư (喜姐), người Chiết Giang, cha là Vĩnh Niên bá Vương Vĩ (永年伯王偉). Bà là vị Hoàng hậu chính vị duy nhất của Thần Tông, ở ngôi vị Hoàng hậu 42 năm, lâu nhất trong lịch sử Trung Quốc. Bà qua đời gần như cùng lúc với Thần Tông, thọ 55 tuổiHiếu Tĩnh Hoàng thái hậu Vương thị

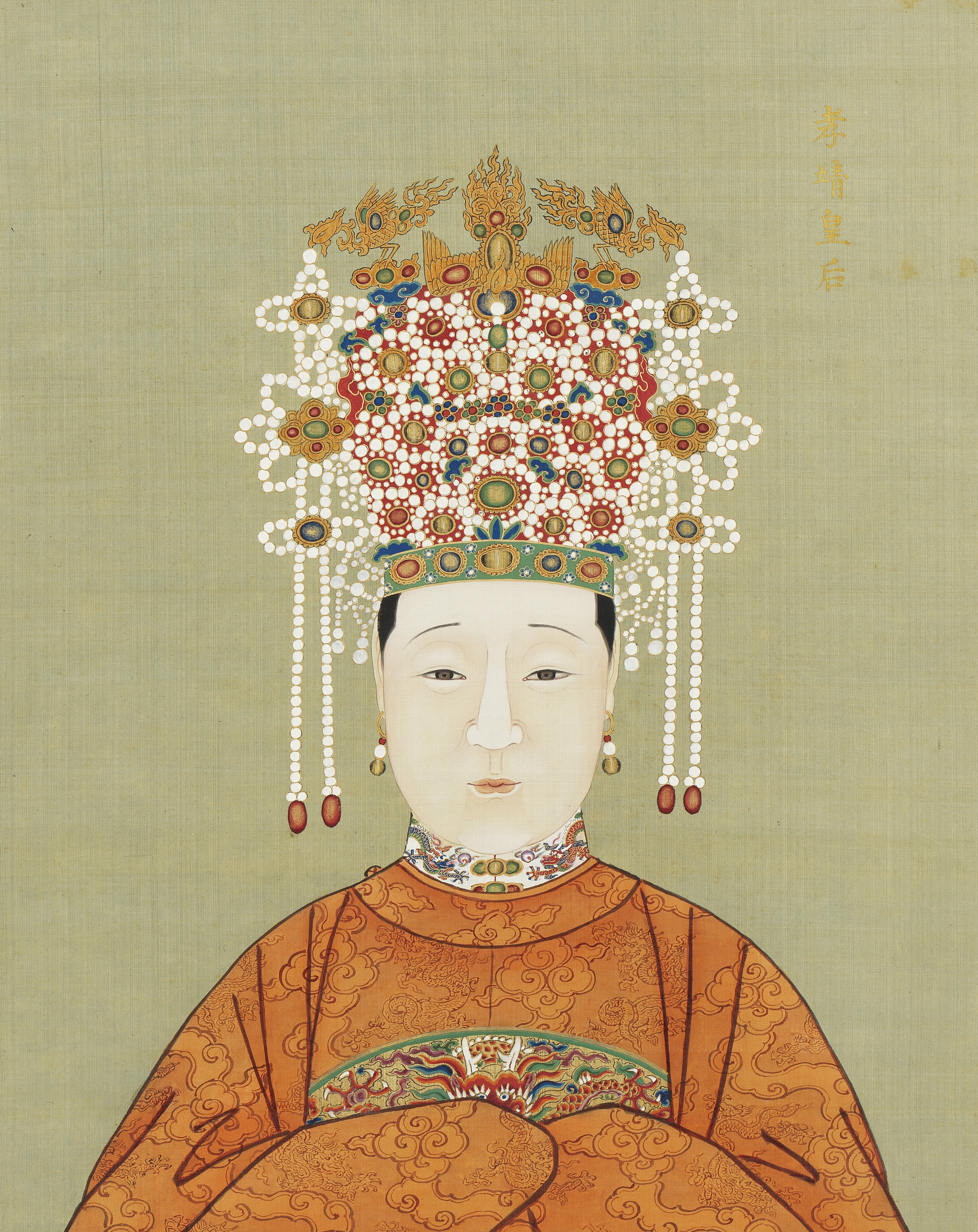
Hiếu Tĩnh Hoàng thái hậu Vương thị

2. Ôn Túc Hoàng quý phi Vương thị (孝靖皇后王氏, 1565 - 1611), không rõ xuất thân, vốn là cung nhân của Từ Thánh hoàng thái hậu. Năm 1582, sắc phong làm Cung phi (恭妃), sau đó bà sinh ra Minh Quang Tông Chu Thường Lạc. Khi bà qua đời, được truy phong làm Ôn Túc hoàng quý phi (温肃皇贵妃). Sau khi Minh Hy Tông cháu bà lên kế vị, dâng thụy hiệu Hiếu Tĩnh Ôn Ý Kính Nhượng Trinh Từ Tham Thiên Dận Thánh Hoàng thái hậu (孝靖温懿敬让贞慈参天胤圣皇太后).
3. Cung Khác Hoàng quý phi Trịnh thị (恭恪皇贵妃郑氏, 1565 - 1630), người Đại Hưng, Kinh Nam. Sơ phong Thục tần (淑嬪), dần phong lên Hoàng quý phi, qua đời thụy hiệu là Cung Khác Hoàng quý phi (恭恪皇貴妃). Hoàng Quang Đế nhà Nam Minh là cháu ruột của Trịnh Quý phi, tôn thụy cho bà là Hiếu Ninh Ôn Mục Trang Huệ Từ Ý Hiến Thiên Dụ Thánh Thái hoàng thái hậu (孝寧溫穆莊惠慈懿憲天裕聖太皇太后). là sủng phi của Vạn Lịch đế.
4. Cung Thuận Hoàng quý phi Lý thị (恭順皇貴妃李氏, ? - 1597), không rõ gốc gác. Sinh hạ Huệ vương Chu Thường Nhuận và Quế Đoan vương Chu Thường Doanh rồi mất, đều được Vương Hoàng hậu nhận nuôi. Được truy phong làm Cung Thuận Hoàng quý phi (恭顺皇贵妃) Sau này, cháu nội của bà lên ngôi nhà Nam Minh, tức Nam Minh Chiêu Tông Chu Do Lang, bà được truy phong làm Hiếu Kính Cung Thuận Vinh Trang Thụy Tĩnh Kiến Thiên Quang Thánh Thái hoàng thái hậu (孝敬恭顺荣庄瑞靖敬天光圣太皇太后).
5. Tuyên Ý Chiêu phi Lưu thị (宣懿昭妃刘氏, 1557 - 1642), cha là Lưu Ứng Tiết (刘应节), được Thần Tông sủng ái, trong ngoài đều kính trọng
6. Ôn Tĩnh Thuận phi Thường thị (溫靜順妃常氏, 1568 - 1594), người Sơn Đông, cha là Thường Giang (常江), mẹ là Cao thị (高氏), mang thai nhưng chết lưu
7. Thanh Huệ Thuận phi Lý thị (清惠順妃李氏, ? - 1623), sinh hạ Vĩnh Tư vương Chu Thường Phổ và Thiên Thai Công chúa Chu Hiến Mỹ, tất cả đều mất khi còn rất nhỏ
8. Đoan Tĩnh Vinh phi Vương thị (端靖榮妃王氏, khoảng 1560 - 1591), sơ phong An tần (安嫔), Vạn Lịch thập nhị niên (1584) phong Vinh phi, sinh Tĩnh Nhạc Công chúa Chu Hiến Quy chết non
9. Trang Tĩnh Đức phi Hứa thị (莊靖德妃許氏, ? - 1602), không rõ gốc gác
10. Đoan phi Chu thị (端妃周氏), sơ phong Đoan tần (端嬪), vì sinh Thuỵ vương Chu Thường Hạo nên được phong làm phi. Cả hai mẹ con đều không được sủng ái, sau khi con trai bị giết, bà quay về quê nhà mà sống, thọ hơn 80 tuổi
11. Hiền phi Ngụy thị (賢妃魏氏, 1567 - 1606), người Hàm Đan, cha là Nguỵ Chí (承志), mẹ là Kiều thị (乔氏), sơ phong Thận tần (慎嫔), qua đời truy phong Hiền phi
12. Nghi phi Dương thị (宜妃楊氏, ? - 1581), cha là Dương Thần (杨臣), nhập cung năm 1578, mất sớm
13. Hi phi Vương thị (僖妃王氏, ? - 1589), không rõ gốc gác
14. Đức tần Lý thị (德嬪李氏, 1567 - 1628), người Khai Phong, Hà Nam, cha là Lý Thời Lương (李时亮), mẹ là Lôi thị (雷氏), sinh hạ 3 công chúa là Tiên Cư Công chúa Chu Hiến Cật,Thái Thuận Công chúa Chu Hiến Cơ và Hương Sơn Công chúa Chu Hiến Đặng,tất cả đều yểu mệnh.
15. Kính tần Thiệu thị (敬嬪邵氏, ? - 1606), người Dương Châu, cha là Thiệu Danh (邵名), mẹ là Tề thị (齐氏), thọ khoảng 40 tuổi
16. Vĩ tần Cảnh thị (伟嬪耿氏, 1568 - 1589), cha là Cảnh Thái Hưởng (耿大享), mẹ là Vương thị (王氏), xuất thân là cung nữ
17. Vinh tần Lý thị (榮嬪李氏, 1568 - 1626), cha là Lý Sơn (李山), một trong Cửu tần của Thần Tông
18. Hòa tần Lương thị (和嬪梁氏, 1562 - 1643), cha là Lương Thận (梁慎), mẹ là Phan thị (潘氏)
19. Thuận tần Trương thị (顺嫔张氏, ? - 1589), cha là Trương Trân (张榛), mẹ là Vương thị (王氏)

### Hậu duệ

#### Hoàng tử
| TT | Họ tên                  | Tước vị                              | Sinh             | Mất                  | Mẹ                       | Ghi chú |
| -- | ----------------------- | ------------------------------------ | ---------------- | -------------------- | ------------------------ | --- |
| 1  | Chu Thường Lạc 朱常洛   | Quang Tông Trinh hoàng đế 光宗贞皇帝 | 28 tháng 8, 1582 | 26 tháng 9 năm 1620  | Ôn Túc Hoàng quý phi     | Đăng cơ năm 1620 Hoàng đế tại vị ngắn nhất trong lịch sử nhà Minh (29 ngày)                                                     |
| 2  | Chu Thường Tự 朱常溆    | Bân Ai vương 邠哀王                  | 19 tháng 1, 1585 | 19 tháng 1, 1585     | Cung Khác Hoàng quý phi  | Chết non |
| 3  | Chu Thường Tuân 朱常洵  | Phúc Trung vương 福忠王              | 22 tháng 2, 1586 | 2 tháng 3 năm 1641   | Cung Khác Hoàng quý phi  | Bị Lý Tự Thành giết hại Nhà Nam Minh truy tôn thành Minh Cung Tông (明恭宗)                                                     |
| 4  | Chu Thường Trị 朱常治   | Nguyên Hoài vương 沅怀王             | 1587             | 1588                 | Cung Khác Hoàng quý phi  | Chết non |
| 5  | Chu Thường Hạo 朱常浩   | Thuỵ vương 瑞王                      | 1590             | 1644                 | Chu Đoan phi             | Bị Trương Hiến Trung giết hại Không thích lập gia đình, bản tính tham lam, thu nhiều thứ thuế khiến nhân dân bất mãn mà nổi dậy |
| 6  | Chu Thường Nhuận 朱常润 | Huệ vương 惠王                       | 1594             | tháng 1 năm 1647     | Cung Thuận Hoàng quý phi | Được Hiếu Đoan Hiển hoàng hậu nuôi dưỡng Về sau bị giết                                                                         |
| 7  | Chu Thường Doanh 朱常瀛 | Quế Đoan vương 桂端王                | 1597             | 21 tháng 12 năm 1645 | Cung Thuận Hoàng quý phi | Vừa mới lọt lòng thì mẹ qua đời, được Hiếu Đoan Hiển hoàng hậu nuôi dưỡng Được truy tôn làm Minh Lễ Tông (明礼宗)               |
| 8  | Chu Thường Phổ 朱常溥   | Vĩnh Tư vương 永思王                 | 1604             | 1606                 | Lý Thuận phi             | Chết yểu |

#### Hoàng nữ
| TT | Tước vị                       | Họ tên                 | Sinh     | Mất  | Mẹ                       | Phu quân                   | Ghi chú                                   |
| -- | ----------------------------- | ---------------------- | -------- | ---- | ------------------------ | -------------------------- | ----------------------------------------- |
| 1  | Vinh Xương Công chúa 榮昌公主 | Chu Hiến Anh 朱軒媖    | 1582     | 1647 | Hiếu Đoan Hiển hoàng hậu | Dương Xuân Nguyên (杨春元) |                                           |
| 2  | Vân Hòa Công chúa 雲和公主    | Chu Hiến Xu 朱軒姝     | 1584     | 1590 | Cung Khác Hoàng quý phi  |                            | Rất được Thần Tông yêu quý nhưng chết yểu |
| 3  | Tĩnh Nhạc Công chúa 静樂公主  | Chu Hiến Quy 朱軒媯    | 1584     | 1585 | Đoan Tĩnh Vinh phi       |                            | Chết non                                  |
| 4  | Vân Mộng Công chúa 雲夢公主   | Chu Hiến Nguyên 朱軒嫄 | 1584     | 1587 | Ôn Túc Hoàng quý phi     |                            | Chết yểu                                  |
| 5  | Tiên Cư Công chúa 仙居公主    | Chu Hiến Cật 朱軒姞    | 1584     | 1585 | Lý Đức tần               |                            | Chết non                                  |
| 6  | Linh Khâu Công chúa 靈丘公主  | Chu Hiến Diêu 朱軒姚   | 1588     | 1589 | Cung Khác Hoàng quý phi  |                            | Chết non                                  |
| 7  | Thọ Ninh Công chúa 壽寧公主   | Chu Hiến Vị 朱軒媁     | 1592     | 1634 | Cung Khác Hoàng quý phi  | Nhiễm Hưng Nhượng (冉兴让) |                                           |
| 8  | Thái Thuận Công chúa 泰順公主 | Chu Hiến Cơ 朱軒姬     | không rõ | 1593 | Lý Đức tần               |                            | Chết yểu                                  |
| 9  | Hương Sơn Công chúa 香山公主  | Chu Hiến Đặng 朱軒嬁   | 1598     | 1599 | Lý Đức tần               |                            | Chết non                                  |
| 10 | Thiên Thai Công chúa 天台公主 | Chu Hiến Mỹ 朱軒媺     | 1605     | 1606 | Lý Thuận phi             |                            | Chết non                                  |